# Hülseburg
Hülseburg település Németországban, Mecklenburg-Elő-Pomeránia tartományban. Lakosainak száma 159 fő (2023. december 31.). Hülseburg Schossin községgel határos.

## Népesség
A település népességének változása:
| Lakosok száma | 147  | 153  | 160  | 165  | 159  |
|               | 2017 | 2019 | 2021 | 2022 | 2023 |